# Cleaveius clupei
Cleaveius clupei is een soort in de taxonomische indeling van de Acanthocephala (haakwormen). De worm wordt meestal 1 tot 2 cm lang. Ze komen algemeen voor in het maag-darmstelsel van ongewervelden, vissen, amfibieën, vogels en zoogdieren.
De haakworm komt uit het geslacht Cleaveius en behoort tot de familie Rhadinorhynchidae. Cleaveius clupei werd in 1992 beschreven door N. K. Gupta & Sinha.